# Newnham College
 (juin 2024).
Si vous disposez d'ouvrages ou d'articles de référence ou si vous connaissez des sites web de qualité traitant du thème abordé ici, merci de compléter l'article en donnant les références utiles à sa vérifiabilité et en les liant à la section « Notes et références ».
Newnham College est un collège pour femmes fondé en 1871 à Cambridge, pour accueillir les femmes qui suivent les cours de l'université de Cambridge. Il est le deuxième collège féminin de la ville, après Girton College fondé en 1869. Il est l'un des 31 collèges constitutifs de l'université. 

## Origines
L'accès des étudiantes à l’université de Cambridge doit énormément aux initiatives prises par le philosophe Henry Sidgwick et  Millicent Fawcett,. Les premières conférences de cette université ouverte aux étudiantes, remontent à 1870 : leur succès fut tel que Sidgwick, l'un des conférenciers, prit dès 1871 en location une maison sur Regent Street pour héberger en semaine celles qui ne pouvaient s'y rendre tous les jours. Il sollicita l'aide d'Anne Clough, directrice d'école du Lake District pour mettre en place l'institution.
La demande s'accrut sans cesse et les partisans de cette petite révolution de l'enseignement supérieur se constituèrent en association pour subventionner l'internat, louer et construire de nouveaux locaux. Newnham Hall ouvrit ainsi ses portes en 1875 et devint le premier bâtiment du collège en dehors de Sidgwick Avenue, où Newnham se trouve aujourd'hui. Les étudiantes étant toujours plus nombreuses, l'association Newnham Hall Company poursuivit son action immobilière sans interruption jusqu'en 1914, faisant édifier trois bâtiments pour les nouvelles salles de cours, un laboratoire et une bibliothèque.
Tout au long de cette première période, Basil Champneys est l’unique architecte chargé des travaux. Ses façades sont de style Reine Anne, et donnent une unité au site.

## Histoire

### Les débuts
Dans les premières années du collège, Anne Clough était la principale. Elle était membre de la famille de la gentry foncière de Clough de Plas Clough, Denbighshire.
Les autres grands bienfaiteurs du collège étaient Henry Sidgwick et son épouse Eleanor Mildred Sidgwick. Eleanor Sidgwick était vice-principale de l’un des halls du collège, devenant plus tard principale du collège en 1892.

### Participation à l'effort de guerre
Durant la Seconde Guerre mondiale, plusieurs étudiantes de Newnham College sont affectées à Bletchley Park pour décrypter les codes nazis et japonais. La plus connue est Joan Clarke, mais la mathématicienne Sally Waugh, enseignante à Newnham, a découvert qu'environ soixante-dix étudiantes avaient travaillé à Bletchley Park, des mathématiciennes, des archéologues qui étudiaient les photos aériennes (Dorothy Garrod). Cette participation est liée à l'action de trois femmes,  Alda Milner-Barry (en), vice-principale et sœur du cryptanalyste Stuart Milner-Barry, Pernel Strachey qui est principale de 1923 à 1941, et l'écrivaine Ray Strachey.

## Armoiries du Collège
Argent, sur un chevron azur entre en chef deux croix botonny fitchy et en base un mullet sable, une tête de griffon émanchée or entre deux mascles du champ. Ces armoiries, accordées en 1923, ont été conçues par Edward Earle Dorling pour incorporer des charges des armoiries de ceux qui sont intimement liés à la fondation du collège.

## Personnalités liées au collège
- Henry Sidgwick, cofondateur

### Principales
- Anne Clough, première principale (1871-1892)
- Eleanor Mildred Sidgwick (1892-1910)
- Katharine Stephen (1911-1920)
- Blanche Clough (1920–1923)
- Pernel Strachey (1923-1941)
- Myra Curtis (1942-1954)
- Ruth Cohen (1954-1972)
- Jean Floud (1973-1982)
- Sheila Browne (1983-1992)
- Onora O'Neill (1992-2006)
- Patricia Hodgson (en) (2006-2012)
- Carol Black (2012-2019)
- Alison Rose (en) (depuis 2019)

### Professeures
- Ida Freund, en chimie
- Lilian Sheldon, zoologie

### Étudiantes
- Rachel Alcock, physiologiste
- Hannah Cohen, fonctionnaire et philanthrope
- Nora David, baronne David, femme politique
- Rana el Kaliouby, chercheuse en IA
- Millicent Fawcett, mathématicienne, cofondatrice de Newnham College et professeure
- Philippa Fawcett, mathématicienne, professeure à Newnham College
- Rosalind Franklin, biologiste
- Joan Maie Freeman, physicienne
- Dorothy Garrod, archéologue et préhistorienne
- Jane Goodall, éthologue britannique
- Jane Ellen Harrison, linguiste
- Dorothy Hodgkin, chimiste
- Isaline Blew Horner, traductrice du pali, présidente de la Pali Text Society
- Ann Horton, conférencière en physique et directrice adjointe de Newnham de 1936 à 1946
- Lisa Jardine, historienne
- Muriel Wheldale Onslow, biochimiste britannique
- Sylvia Plath, poète
- Cecilia Payne, astronome
- Alpa Shah, anthropologue
- Margaret Sharp, économiste et femme politique, ancienne membre de la Chambre des lords du Royaume-Uni
- Hayat Sindi, scientifique médicale
- Marjory Stephenson, biochimiste
- Gillian Sutherland, historienne
- Hilda Tadria, militante pour les droits des femmes
- Emma Thompson, actrice
- Claire Tomalin, journaliste et écrivaine
- Mary Alice Willcox, zoologiste

## Galerie

Newnham College
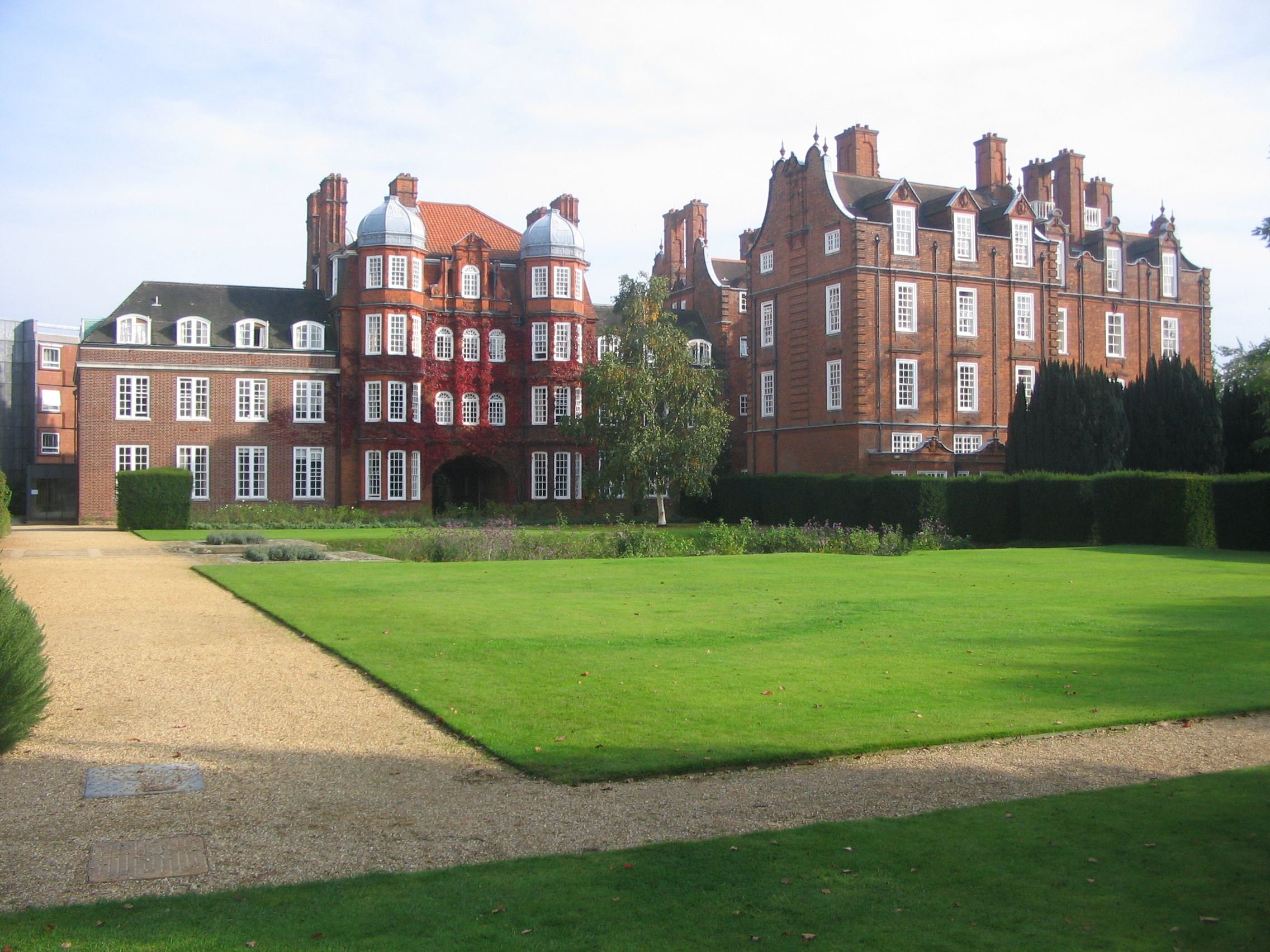
Old Hall de Newnham College, à Cambridge.
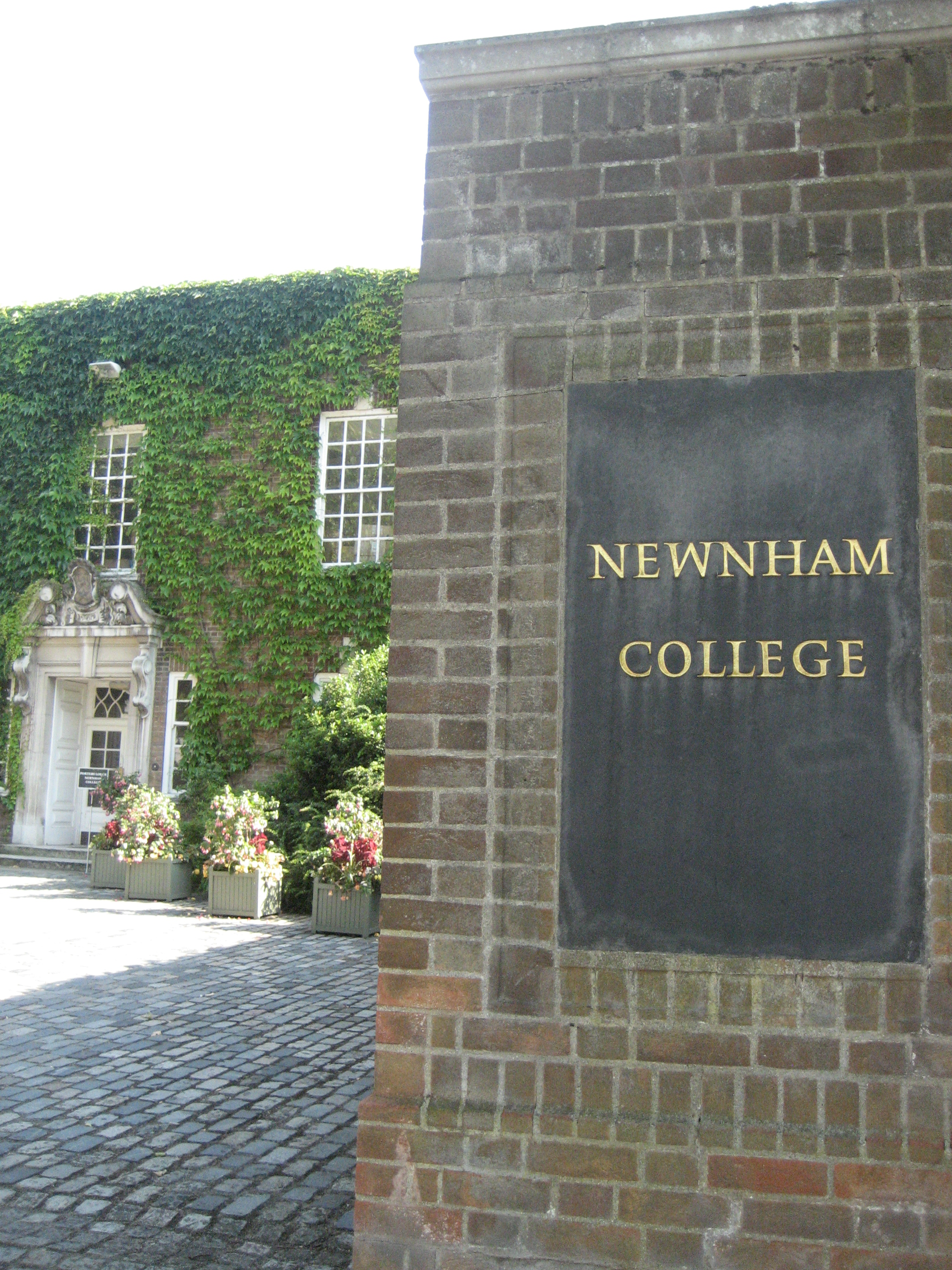
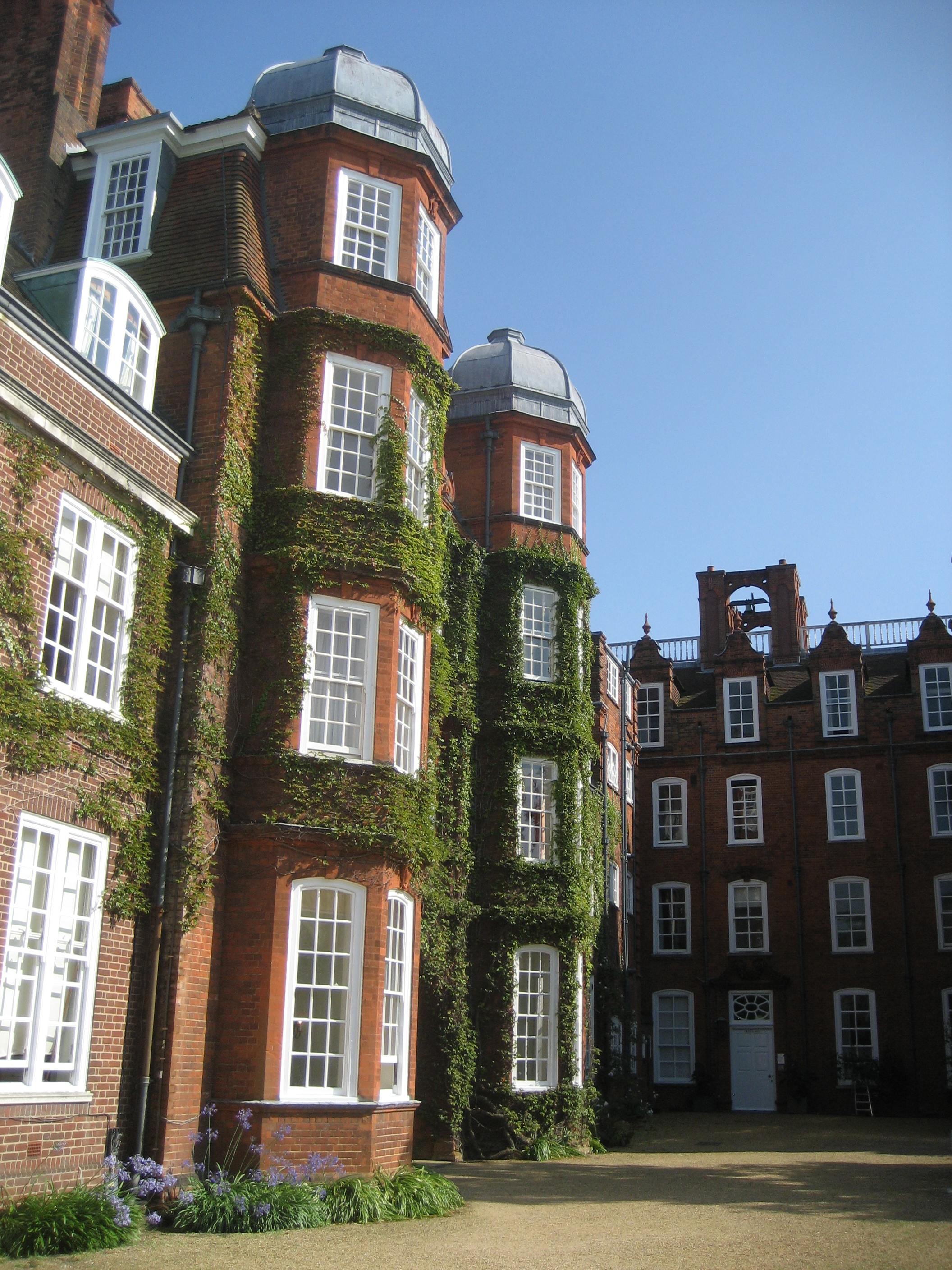
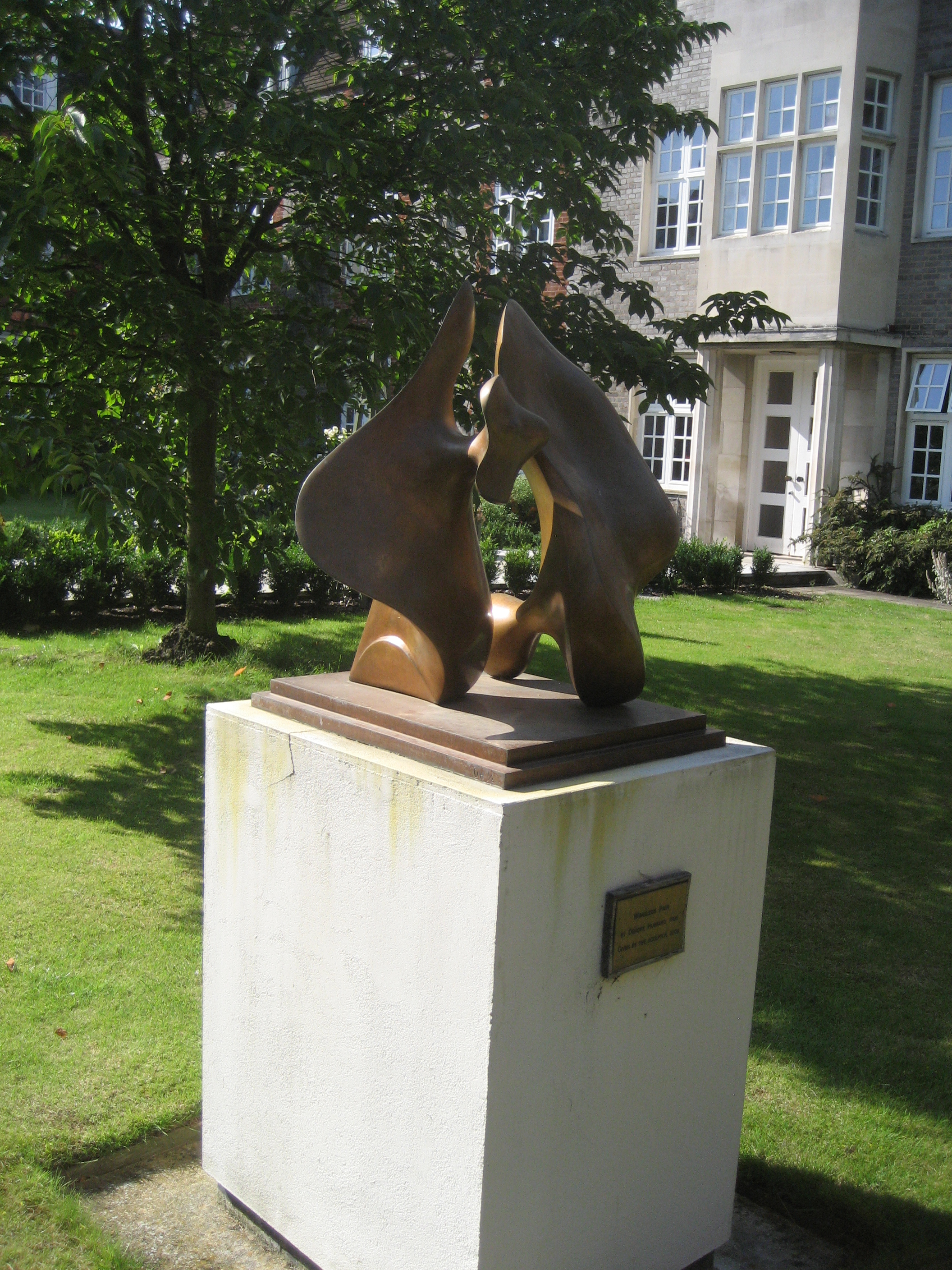
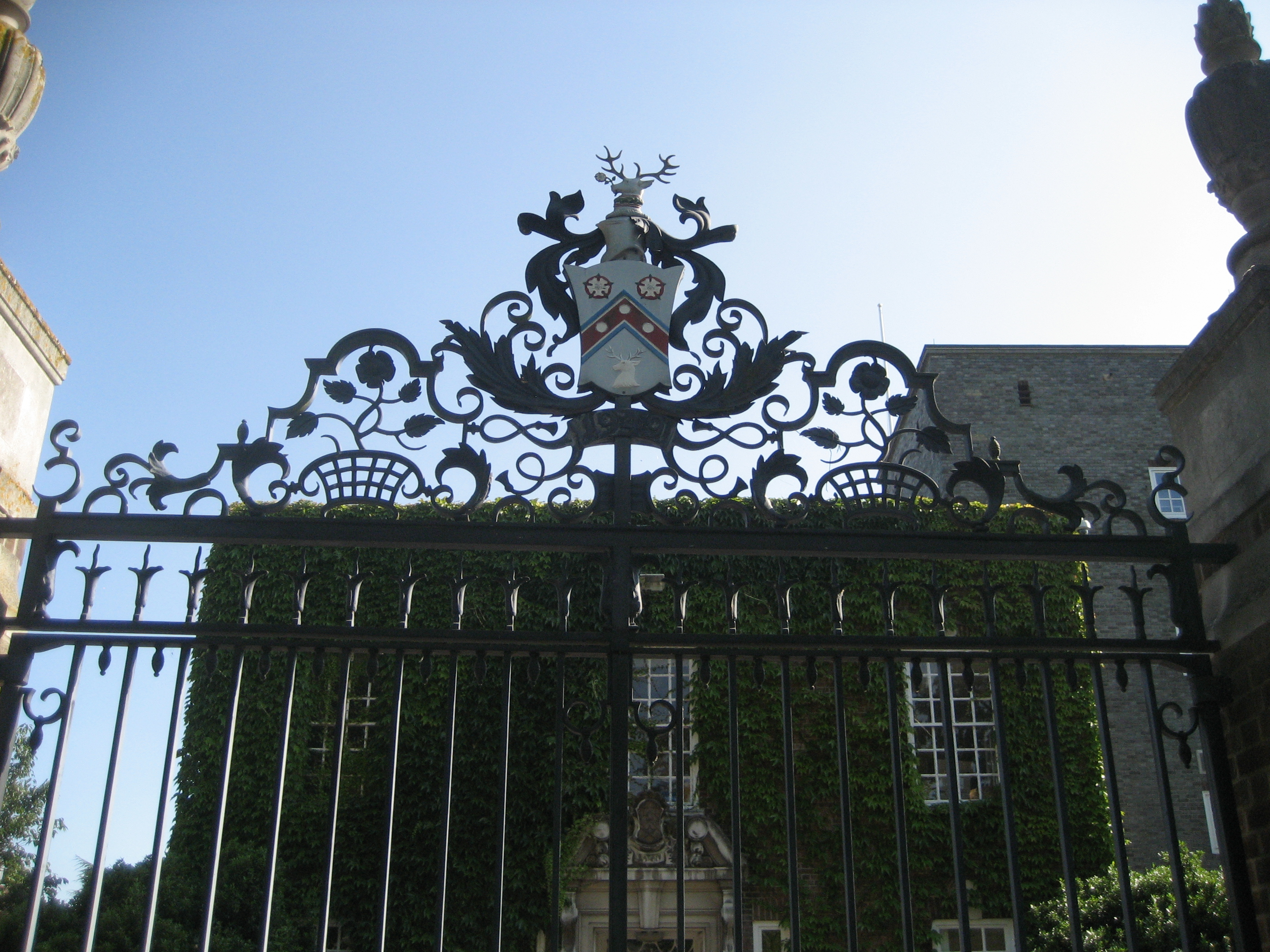